# درنکووو
درنکووو (به بلغاری: Drenkovo) یک منطقهٔ مسکونی در بلغارستان است که در شهرستان بلاگووگراد واقع شده‌است. درنکووو ۲۴٬۵۱۷ کیلومتر مربع مساحت و ۶۲ نفر جمعیت دارد و ۸۳۲ متر بالاتر از سطح دریا واقع شده‌است.